# Südberge
Südberge är ett berg i Antarktis. Det ligger i Sydshetlandsöarna. Argentina, Chile och Storbritannien gör anspråk på området. Toppen på Südberge är 136 meter över havet.
Terrängen runt Südberge är varierad. Havet är nära Südberge norrut. Trakten är glest befolkad. Närmaste befolkade plats är Escudero Station, 2,6 kilometer nordost om Südberge. 